# 1,2-二氯-1,1,2-三氟乙烷
1,2-二氯-1,1,2-三氟乙烷是由碳、氢、氯、氟组成的易挥发液态氯氟烷烃，结构式为CClF2CHClF。它作为制冷剂时也被称为为R-123a。

## 合成
1,1,2-三氯-1,2,2-三氟乙烷可在污水污泥中生物转化为1,2-二氯-1,1,2-三氟乙烷。

## 性质
R-123a的临界温度为461.6 K（188.5 °C；371.2 °F）。分子的旋转受到每个碳原子上存在的氯的阻碍，但在较高温度下会缓和。

## 用途
尽管并非有意使用，但R-123a是其异构体中的重要杂质，即广泛使用的2,2-二氯-1,1,1-三氟乙烷（R-123）。